# Allium tenuiflorum
Allium tenuiflorum — вид квіткових рослин з підродини цибулевих (Allioideae). Ендемік Середземномор'я (Албанія, Болгарія, Франція, Італія, Лівія, Сардинія, колишня Югославія).
Allium tenuiflorum дає цибулину довжиною до 20 мм. Стеблина досягає 40 см заввишки. Зонтик нещільний, з нерівними квітконіжками. Квітки дзвонові, чашолистки білі з зеленими або пурпурними середніми жилками і білими пиляками. Зав'язь під час цвітіння жовто-зелена.